# Hänggräs
Hänggräs (Arctophila fulva) är en gräsart som först beskrevs av Carl Bernhard von Trinius, och fick sitt nu gällande namn av Nils Johan Andersson. Hänggräs ingår i släktet hänggrässläktet, och familjen gräs. Inga underarter finns listade i Catalogue of Life.